# 玛丽昂·莱
玛丽昂·莱（英語：Marion Lay，1948年11月26日—），加拿大女子游泳运动员。她曾代表加拿大参加1964年和1968年夏季奥林匹克运动会游泳比赛，其中1968年奥运会获得一枚铜牌。